# Hana Hayes
Hana Hayes, née le 29 mars 1999 à Tucson en Arizona, est une actrice américaine.

## Filmographie

### Cinéma

#### Longs métrages
- 2012 : Thunderstruck de John Whitesell : Ashley Newell
- 2014 : Mercy de Peter Cornwell : la voisine
- 2015 : A Beautiful Now de Daniela Amavia : Romy jeune
- 2015 : Dix-sept Ans de captivité (Stockholm, Pennsylvania) de Nikole Beckwith : Leia, âgée de 12 ans
- 2016 : Day of Reckoning de Joel Novoa : Maddy
- 2017 : To the Bone de Marti Noxon : Chloe
- 2018 : Insidious : La Dernière Clé de Adam Robitel : Elise Rainer adolescente
- 2018 : Relish de Justin Ward : Aspen

#### Courts métrages
- 2001 : Relative Eternity : Miranda jeune
- 2011 : End of the Innocents : Becca Ryan
- 2013 : Crazy Town : Gretchen Green
- 2017 : Here Now : Audrey

### Télévision

#### Séries télévisées
- 2011 : Esprits criminels (Criminal Minds) : Ally Dolan (saison 7, épisode 3)
- 2011-2013 : Les Aventures de Bucket et Skinner ( Bucket & Skinner's Epic Adventures) : Tammy Lynch (3 épisodes)
- 2013 : New York, unité spéciale (Law and Order: Special Victims Unit) : Brooke Allen (saison 15, épisode 7)
- 2015 : Grey's Anatomy : Danielle (saison 11, épisode 15)
- 2015-2016 : The Grinder : Lizzie Sanderson (22 épisodes)
- 2017 : Appartements 9JKL : Molly (saison 1, épisode 1)
- 2017 : S.W.A.T : April (saison 1, épisode 5)
- 2018 : T@gged : Tessa (12 épisodes)

## Doublage

### Films d'animations
- 2011 : Lettre à Momo : ? (voix)
- 2011 : La tête en l'air : Dolores enfant (voix)

### Jeu vidéo
- 2013 : The Last of Us : Sarah (voix et capture de mouvement)